# Ljusdalsdräkten

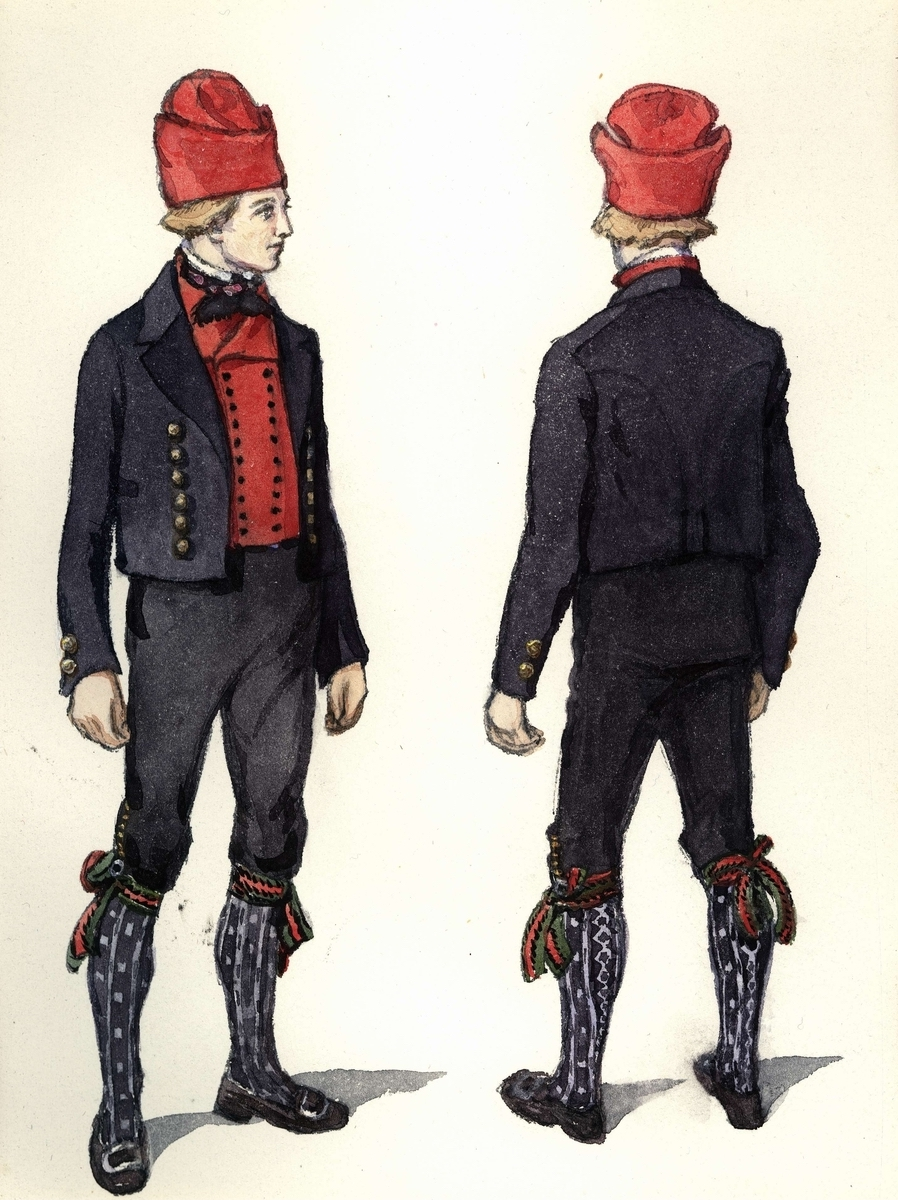
Högtidsdräkt för man, Ljudsdals socken.

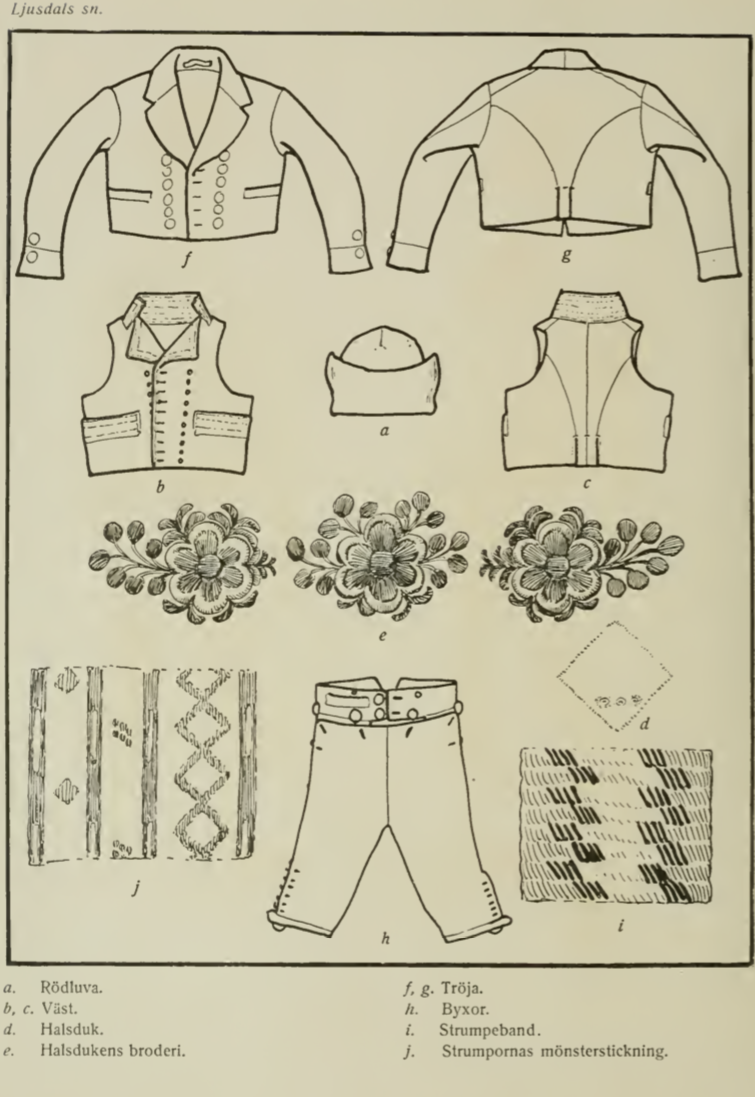
Ritning av manlig Ljusdals sockendräkt

Ljusdalsdräkten är en folkdräkt (eller bygdedräkt) från Ljusdals socken i Hälsingland.

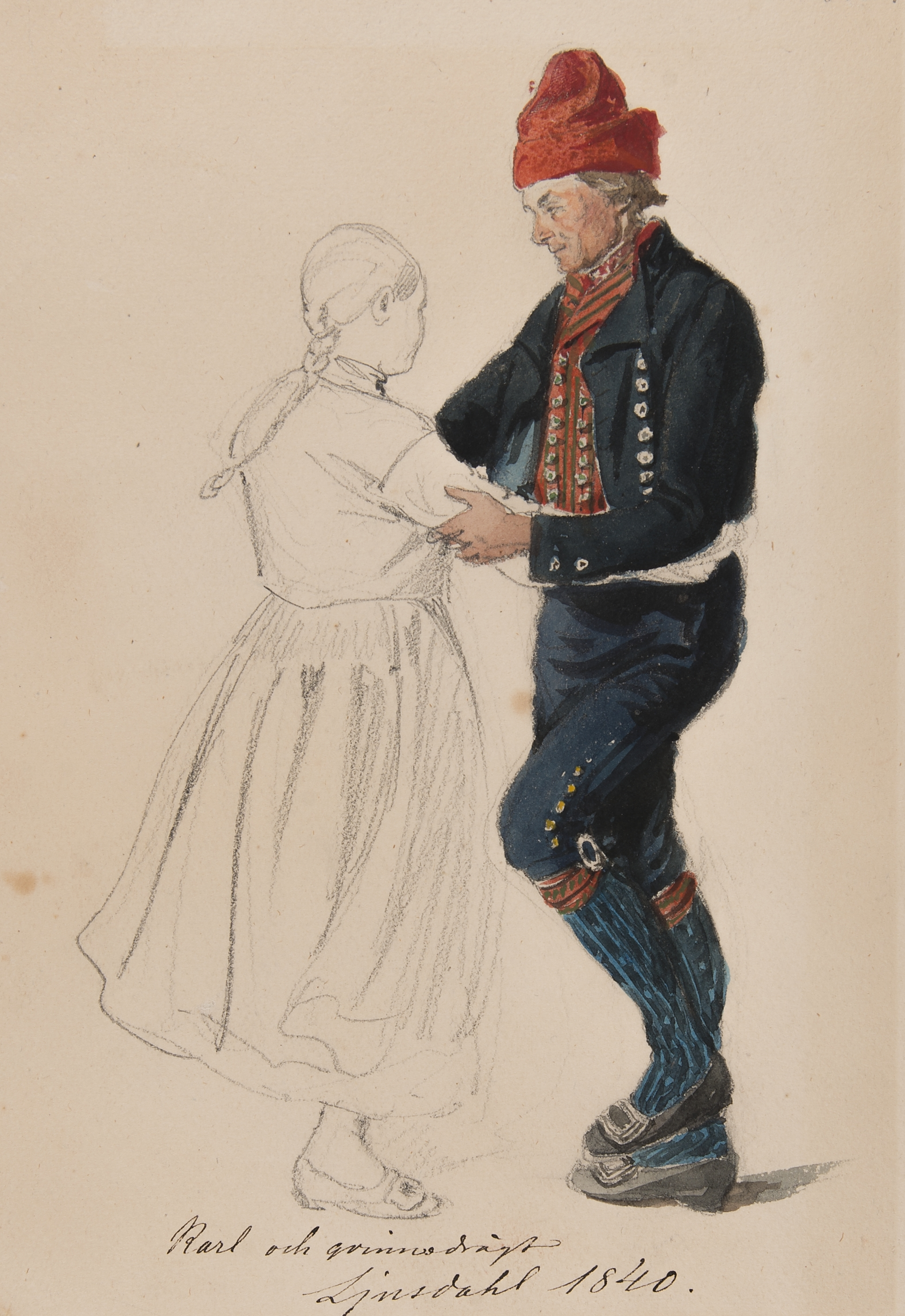
Man- och kvinnodräkt, Ljusdal 1840. Blyertsskissad kvinna och akvarellerad man som dansar - Nordiska museet - NMA.0070075 (1)

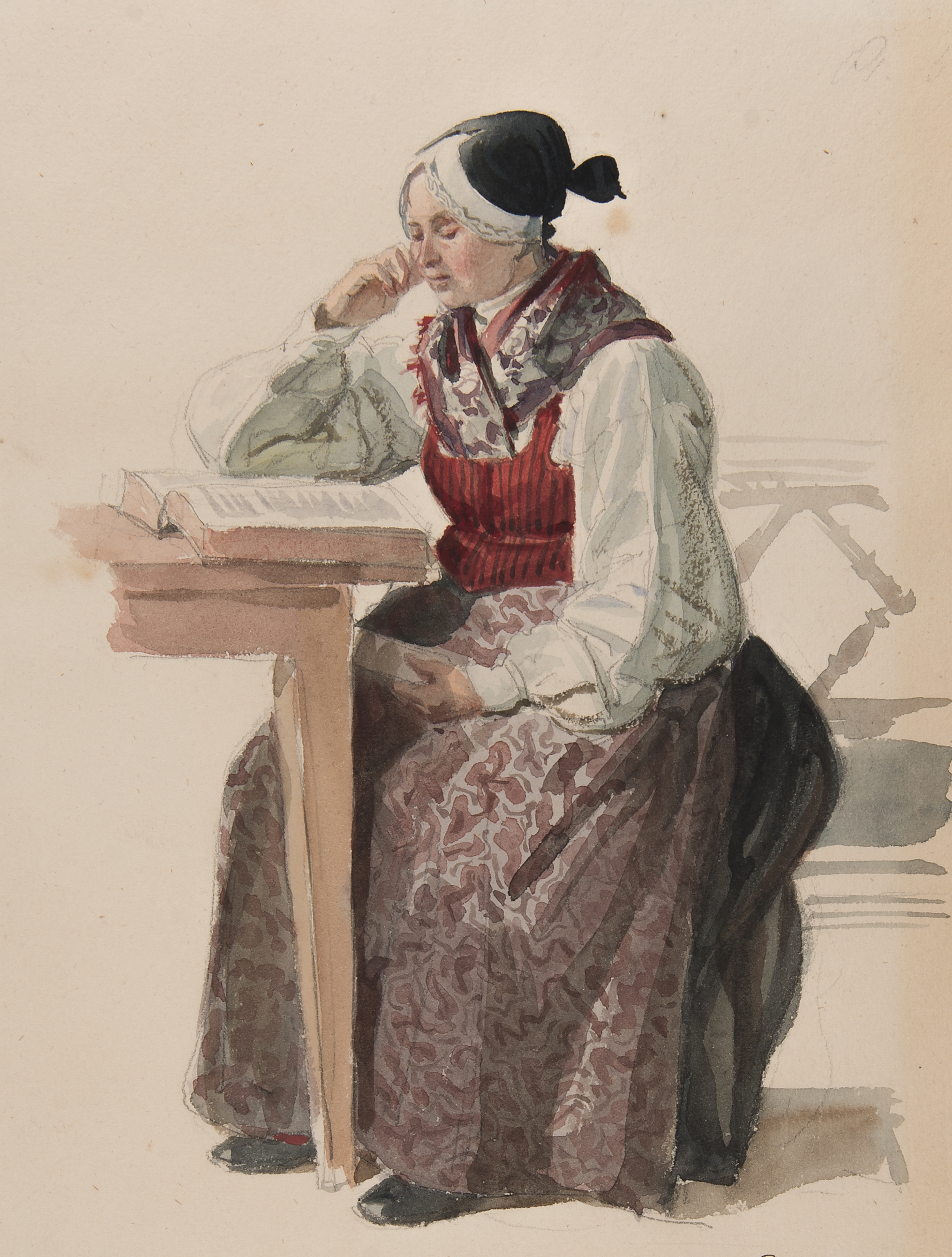
Kvinna i kyrkdräkt, Ljusdahl 1840. Akvarell av J.W Wallander - Nordiska museet - NMA.0070073 (1)

Här bars särpräglade dräkter ännu efter 1800-talets mitt och ett rikt material av dräktplagg, avbildningar och uppgifter finns bevarat. Det mest karakteristiska för den manliga Ljusdalsdräkten är ju de sicksack-randiga strumporna som är stickade i ljust och mörkblått yllegarn.